# Alessandro Portis
Alessandro Portis (Torino, 17 gennaio 1853 – Torino, 21 dicembre 1931) è stato un geologo e paleontologo italiano.

## Biografia
Dopo la laurea in scienze naturali, conseguita nel 1875, Portis si è perfezionato tra Germania e Francia, e segnatamente a Gottinga, Monaco di Baviera e Parigi. Tornato in Italia, nel 1879 ha conseguito la libera docenza di paleontologia, occupandosi di ricerche stratigrafiche e di fossili del Pliocene.
Nel settembre del 1881, nel corso del II congresso internazionale di geologia svoltosi a Bologna, è stato tra i fondatori della Società Geologica Italiana, di cui sarà presidente nel 1908. Nello stesso 1881, ha diretto la raccolta dei materiali per la Bibliographie géologique et paléontologique d'Italie (Bibliografia geologica e paleontologica d'Italia).
Nel 1885, per i suoi studi sui cheloniani e sui talassoterii, ha vinto un premio messo in palio dall'Accademia delle Scienze di Torino. L'anno seguente è stato nominato, presso la Scuola degli Ingegneri di Roma, professore di geologia e mineralogia, mentre nel 1888 ha ottenuto la cattedra di geologia e paleontologia dell'ateneo capitolino, dove ha diretto per quasi quarant'anni, sino al 1927, il museo geologico.
Come emerge dalla sue numerose pubblicazioni scientifiche, Portis si è occupato di studi geologici e paleontologici in diverse aree fossilifere italiane, quali le Alpi Marittime (con il monte Argentera) e la Campagna Romana, descrivendo faune di vertebrati. Con i suoi studi litologici, ha anche contribuito all'illustrazione di antiche specie ornitologiche e caprine.
È sepolto a Cavour.

## Opere principali